# Apries

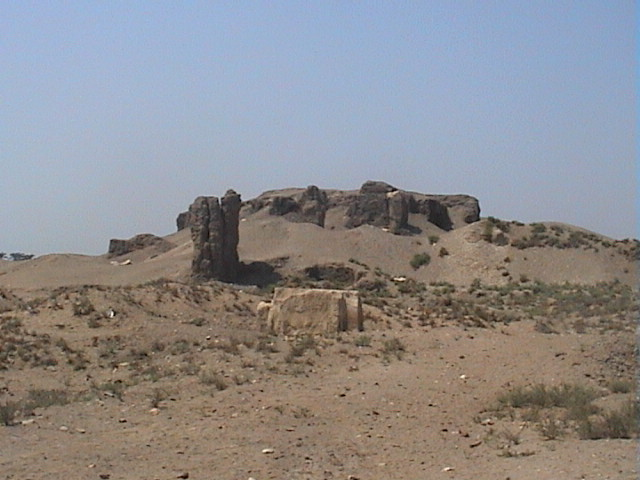
Ruinas del palacio de Apries en Menfis.

Apries (en griego antiguo: Ἀπρίης) es el nombre con el que Heródoto y Diodoro se refieren a Wahibre Haaibre, faraón de Egipto (589 a. C. - 570 a. C.), el cuarto rey (contando desde Psamético I) de la Dinastía XXVI de Egipto. Fue relacionado con el Uafris (Ουαφρης) de Manetón, quien comenta que reinó durante 19 años, según el epítome de Julio Africano, o 25 años en la versión de Eusebio de Cesarea. En el Tanaj (Antiguo Testamento) se lo identifica como  Hofra (חפרע).
Apries heredó el trono de su padre, el faraón Psamético II, en febrero del 589 a. C. Fue un activo constructor que edificó "adiciones a los templos en Atribis (actual Tell Atrib), el oasis de Bahariya, Menfis y Sais"." En el año 4 de su reinado, la hermana de Apries, Ankhnesneferibre, fue adoptada como la nueva esposa del dios Amón en Tebas. Sin embargo, el reinado de Apries estuvo plagado de problemas internos.

## Política interna y externa
Relaciones exteriores
Según el Antiguo Testamento, el rey de Judá nombrado por Nabucodonosor fue Sedecías; este forma una alianza con Egipto para liberarse del vasallaje babilónico. Apries envía una fuerza a Jerusalén, sin embargo, el apoyo egipcio se retira rápidamente, aparentemente para evitar un enfrentamiento importante con Babilonia. Jerusalén, tras un asedio de 18 meses, fue destruida por los babilonios en el 587 a. C. 
El intento fallido de Apries de aliarse con el Reino de Judá, fue seguido por un motín de soldados de la importante guarnición de Asuán. Mientras se llevaba a cabo el motín, Apries intentó proteger a Libia de las invasiones griegas dorias, pero sus esfuerzos fracasaron, ya que sus fuerzas fueron eliminadas por los invasores.
En Egipto
Cuando el ejército derrotado regresó a casa, estalló una guerra civil en el ejército egipcio entre las tropas locales y los mercenarios extranjeros. Los egipcios apoyaron a Amosis II, un general que había dirigido las fuerzas egipcias en una exitosa invasión de Nubia en el 592 a. C. bajo el mando del faraón Psamético II, padre de Apries. Amosis rápidamente se declaró faraón en 570 a. C., y Apries huyó de Egipto y buscó refugio en el extranjero. Cuando Apries regresó a Egipto en el 567 a. C. con la ayuda de un ejército babilónico para reclamar el trono de nuevo, probablemente murió en batalla con las fuerzas de Amosis. Alternativamente, Heródoto sostiene que Apries sobrevivió a la batalla y fue capturado y bien tratado por el victorioso Amosis, hasta que el pueblo egipcio exigió justicia contra él, por lo que fue puesto en sus manos y estrangulado hasta la muerte. Amosis aseguró así su reinado sobre Egipto y fue entonces su gobernante indiscutible.

## Testimonios de su época
Apries erigió su palacio real en Menfis.
- El palacio y templo en Sais (Arnold)
- Templo de Anat, erigido por Saamun en Tanis, fue sustituido por un nuevo edificio (Arnold)
- El rey construyó en Mendes, Tell El-Ruba, la edificación central del templo (Arnold)
- Naos en Hermópolis Parva (Arnold)
- Esfinges en Heliópolis (Arnold)
- Obelisco, actualmente en la plaza Minerva, Roma (Italia)
- Columnas de piedra caliza encontradas en Atribis (Arnold)
- Bloque del granito, en Deir El-Abyad (Arnold)
- Bloques encontrados en varios sitios: Fuah, Gunâg, Mahalla El-Kubra, Menfis (Arnold)
- Trabajos de restauración en la tumba de Dyer, de la primera dinastía, en Abidos (Arnold)
- Mencionado en una inscripción en roca, cerca de Cnossos (de Morgan)
- Ushebti, n.º 570 (Museo Petrie)

Estela de Apries
El 3 de junio del 2021 en la Gobernación de Ismailía, un campesino mientras trabajaba la tierra se topó con una gran losa de piedra de 2,3 x 1 m de ancho y 45 cm de grosor, llamó a las autoridades que la identificaron como perteneciente al faraón Apries. La estela lleva inscrito el nombre del faraón Wahibre (nombre egipcio de Apries) y probablemente fue erigida durante una campaña militar en la que dirigió a sus ejércitos hacia el este.

## Titulatura
| Titulatura | Jeroglífico | Transliteración (transcripción) - traducción - (referencias) |

| G5 |

| G5 |

| V29 | F34 |

| V29 | F34 |

| V29 | F34 |

| V29 | F34 |

| G5 |

| G5 |

| V29 | F34 |

| V29 | F34 |

| V29 | F34 |

| V29 | F34 |

| G16 |

| G16 |

| V30 · F23 |

| V30 · F23 |

| G16 |

| G16 |

| V30 · F23 |

| V30 · F23 |

| G8 |

| G8 |

| s · M13 | N16 · N16 |

| s · M13 | N16 · N16 |

| G8 |

| G8 |

| s · M13 | N16 · N16 |

| s · M13 | N16 · N16 |

| N5 | V28 | D36 · D36 | ib |

| N5 | V28 | D36 · D36 | ib |

| N5 | V28 | D36 · D36 | ib |

| N5 | V28 | D36 · D36 | ib |

| N5 | V28 | D36 · D36 | ib |

| N5 | V28 | D36 · D36 | ib |

| N5 | V28 | D36 · D36 | ib |

| N5 | V28 | D36 · D36 | ib |

| N5 | V28 | D36 · D36 | ib |

| N5 | V28 | D36 · D36 | ib |

| N5 | V28 | D36 · D36 | ib |

| N5 | V28 | D36 · D36 | ib |

| N5 | V28 | D36 · D36 | ib |

| N5 | V28 | D36 · D36 | ib |

| N5 | V28 | D36 · D36 | ib |

| N5 | V28 | D36 · D36 | ib |

| N5 | V29 | ib |

| N5 | V29 | ib |

| N5 | V29 | ib |

| N5 | V29 | ib |

| N5 | V29 | ib |

| N5 | V29 | ib |

| N5 | V29 | ib |

| N5 | V29 | ib |

| N5 | V29 | ib |

| N5 | V29 | ib |

| N5 | V29 | ib |

| N5 | V29 | ib |

| N5 | V29 | ib |

| N5 | V29 | ib |

| N5 | V29 | ib |

| N5 | V29 | ib |